# سنة قمرية جديدة

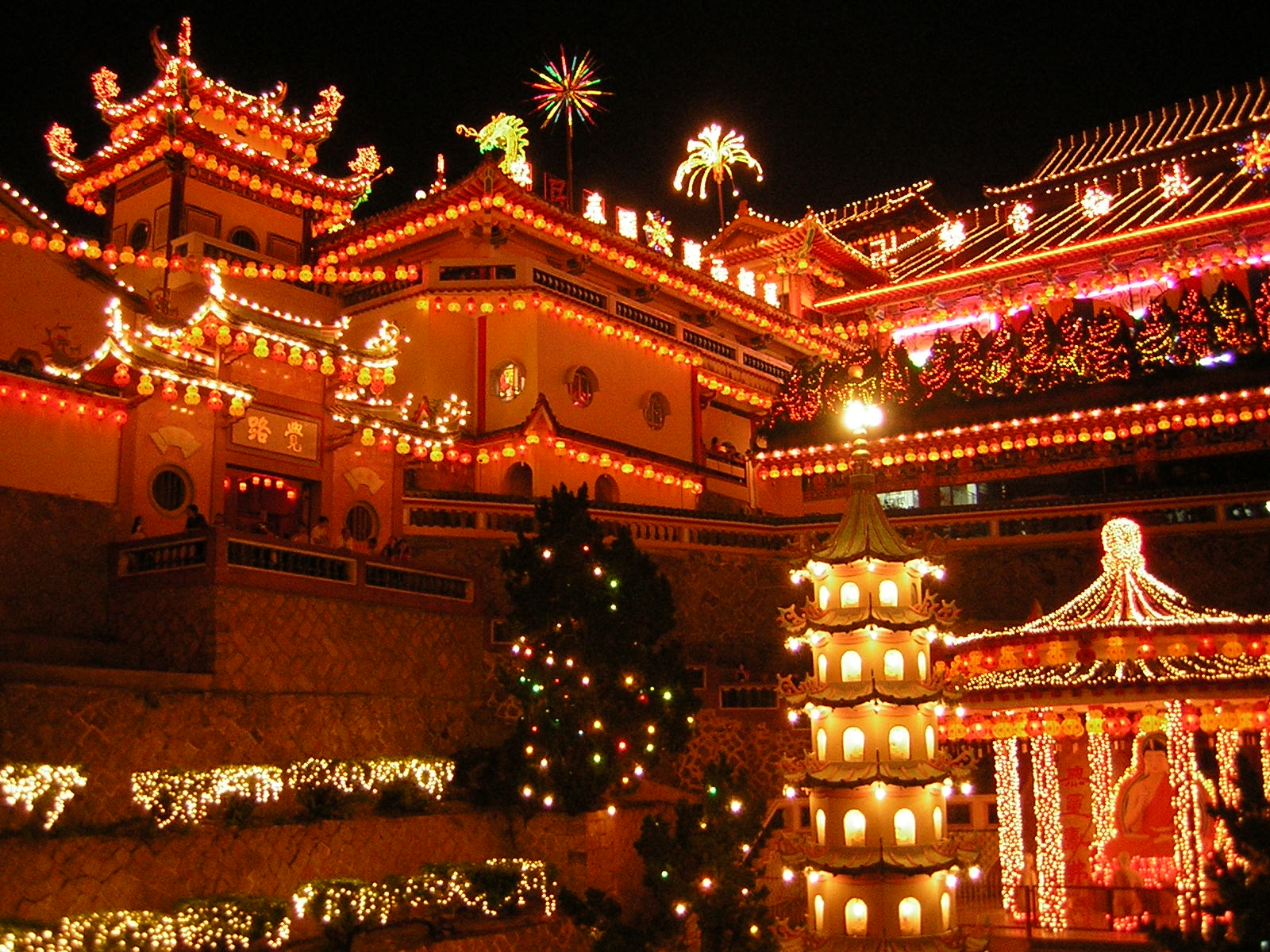

السنة القمرية الجديدة هي بداية أول يوم في التقويم القمري الذي تعتمد بداية الأشهر فيه على منازل القمر وغالباً في مرحلة المحاق.
تحتفل الشعوب التي تعتمد على التقويم القمري في تأريخها ببداية السنة القمرية الجديدة بعدة أساليب، منها بإطلاق الألعاب النارية.

## الاحتفالات
- رأس السنة الهجرية في بداية شهر محرم.
- رأس السنة الصينية يبدأ الاحتفال مع بداية أول شهر قمري في السنة الصينية، وينتهي في اليوم الخامس عشر من ذلك الشهر.
- رأس السنة اليابانية (قبل 1873؛ إذ حالياً تتم حسب التقويم الشمسي).
- رأس السنة الكورية.[1]

## اقرأ أيضاً
- تقويم قمري